# Истина в цифрах: Рассказ о Википедии
«Истина в цифрах: Рассказ о Википедии» (англ. Truth in Numbers? Everything, According to Wikipedia) — американский документальный фильм, который исследует историю интернет-энциклопедии Википедия и культурные последствия от её появления. Фильм пытается ответить на вопрос о том, всем ли видам физических лиц или только специалистам и экспертам, следует поручить редактирование энциклопедии. В фильме рассказывается об истории и обстановке в Википедии, даются комментарии от основателей Википедии Джимбо Уэйлса и Ларри Сэнгера. В числе комментаторов фильма есть такие люди, как Говард Зинн, Леонард Доуни из The Washington Post, Боб Шиффер из CBS News, бывший руководитель Encyclopædia Britannica Роберт МакГенри и бывший директор ЦРУ Роберт Джеймс Вулси. Документальный фильм обсуждает инциденты, которые показывают негативную сторону Википедии, в том числе скандалы насчёт Essjay и Сайгенталера.
Идея о создании документального фильма была высказана продюсером фильма Майклом Феррисом Гибсоном, известным своей работой 24 Hours on Craigslist. Гибсон связался с Ником Хиллом и профинансировал его путешествия вместе с Джимбо Уэйлсом. Съёмки начались в августе 2006 года на Викимании-2006. Хилл и Уэйлс путешествовали по Китаю, Индонезии, Индии, ЮАР, Австралии и Европе, чтобы взять интервью у участников Википедии для документального фильма. Скотт Глоссерман подписал контракт на фильм и связался с создателями с целью обеспечения творческой направленности проекта. Создатели фильма переориентировали свои усилия на дачу ответа на вопрос о том, как Википедия представляет истину.
Фильм был впервые показан на Викимании-2010, проходившей в Гданьске в июле 2010 года, и был показан в Paley Center for Media в Нью-Йорке в октябре 2010 года. «Truth in Numbers?» был показан как часть Savannah Film Festival 3 ноября 2010 года. Фильм получил положительные отклики критиков, с благоприятными комментариями от Теда Леонсиса и в публикации AOL Urlesque.

## Содержание фильма
Фильм рассказывает об истории интернет-энциклопедии Википедия и культурных последствиях её появления. Википедия в документальном фильме представлена как новая форма коммуникации и культурного диалога. Создатели документального фильма пытались ответить на вопрос «Должны ли вы и я делиться человеческими знаниями со всеми или мы должны оставить это для экспертов?».
Фильм также освещает биографию одного из основателей Википедии — Джимми Уэйлса. Уэйлс появляется в фильме, дискутируя с индийским читателем, указывающим на неточность в одной из статей Википедии на хинди. Уэйлс отвечает «Тогда измените её» и показывает читателю, как нажать на кнопку «Править» в Википедии. Сооснователь Википедии Ларри Сэнгер также показан в документальном фильме, где критически говорит о википедийном равенстве обычных редакторов и экспертов.